# Meatotomía

Una meatotomía es una forma de modificación del pene en la cual el lado inferior del glande es dividido. El procedimiento puede ser realizador por un médico para aliviar la estenosis del meato o la estenosis uretral, o por un modificador corporal con el objeto del placer sexual o estética. Una meatotomía también puede ser el resultado de un pirsin que fue arrancado. Algunos penes tienen una división natural en la parte inferior del glande como resultado de  hipospadias. Para algunos hombres, una mayor sensación se puede lograr con la exposición y el acceso a la uretra debido a la abundancia de nervios.

## Procedimiento
Una gran variedad de técnicas pueden ser usadas para hacer el corte, pero un médico generalmente aplastaría el meato vernal, la uretra y el frenillo por 6 segundos con una pinza hemostática kelly y luego dividiría la línea de corte con unas tijeras de punta fina. Otras técnicas incluyen cauterización, el corte con un bisturí (a veces con la ayuda de pinzas) o mediante el uso de fístulas preexistentes de perforaciones para atar la zona de corte. Dependiendo de la anatomía del individuo y el grado de la división, la meatotomía llevada a cabo con bisturí puede incluir sangrado abundante, mientras que los métodos de aplastamiento y cauterización son relativamente sin sangrado. Sin importar del procedimiento usado, meatotomías, como otras modificaciones genitales y pírsines genitales, sanan rápidamente. A diferencia de modificaciones genitales, el tejido del glande no tiene una tendencia de adherirse al mismo o curar cerrado.  
Una meatotomía puede terminar en sucincisión o bisección genital, las cuales son modificaciones más serias y complejas.

## Efectos
Aparte de la exposición previa a tejidos internos, la abertura de la uretra recién ampliada puede obstaculizar la capacidad de controlar la dirección y forma del chorro de orina. Esto puede resultar en micción desordenada y requiere que el meatotomizado se siente al orinar; sin embargo, esto no es una verdad universal. La larga abertura uretral también puede reducir la velocidad de la eyaculación lo que reduce la distancia de ésta.
Reparar una meatotomía puede ser doloroso y complicado, y es similar a reparación de hipospadias.